# Keramikwochen Gmunden
Die jährlichen Keramikwochen Gmunden, erstmals abgehalten 1989, sind eine auf der Keramiktradition der Stadt aufbauende Veranstaltungsreihe im Bereich Moderne Keramik, Töpferei und Keramikkunst, mit dem Töpfermarkt als Kern-Ereignis.

## Geschichte
Gmunden hat eine lange Tradition als Standort der Herstellung von Kunst- und Gebrauchskeramik in Österreich. Bereits 1492 wurde das „Hafnerhaus am Graben“ (aus dem später die bis heute tätige Gmundner Keramik Manufaktur hervorging) erstmals urkundlich erwähnt. Daneben gab es auch ab 1920 eine Produktionsstätte der „Original Gmundner Tonwarenfabrik“ (später: Österreichische Sanitär-Keramik und Porzellan-Industrie AG, ÖSPAG, heute das Unternehmen Laufen Austria AG), die in ihrem Gmundner Zweigwerk bis 1990 Laufen Sanitärkeramik herstellte. Das Unternehmen Laufen Austria AG trägt auch durch die Gründung und Unterstützung des Klo & So Sanitärmuseums im Gmundner Kammerhof zur Keramiktradition in Gmunden bei.
Von Anfang des 20. Jahrhunderts bis zum Zweiten Weltkrieg und darüber hinaus gab es zunächst im Rahmen der Gmundner Keramik und später rund um die künstlerische Keramikwerkstatt der Familie Schleiß (Besitzer der Gmundner Keramik 1843–1931) eine enge Verbindung von Künstlern und Keramikgestaltung. Viele Künstler der Wiener Werkstätte, wie Dagobert Peche, Ludwig Heinrich Jungnickel, Franz von Zülow, Paul Hartmann, Michael Powolny, Matthäus Fellinger oder Herta Bucher (und andere, wie der Münchner Designer Tommi Parzinger) unterrichteten an der damaligen Gmundner Lehrwerkstätte für Keramik (1913–1931) oder entwarfen Designs für Kachelöfen bzw. Gefäße.
1963 gründete der Keramikkünstler Kurt Ohnsorg das Keramiksymposium Gmunden (damals vor allem in Kooperation mit den Werkstätten der ÖSPAG in Gmunden-Engelhof), das zunächst bis 1978 stattfand und Gmunden erneut als Ort der Verbindung von Keramik und Kunst zum Ausdruck brachte.
Auf diesen Traditionen aufbauend wurden die Keramikwochen 1989 unter der Bezeichnung Töpfermarkt Gmunden als Initiative der Stadt Gmunden (v. a. der Kultur-Stadträtin Christine Zemann) ins Leben gerufen, um die Stadt im Kultur- und Tourismusgeschehen des Salzkammerguts zu positionieren. Im Zentrum stand dabei ein Töpfermarkt, der jedoch nicht als reiner Handwerksmarkt angelegt war, sondern von Anfang einer künstlerischen Gesamtkonzeption folgte. Diese Konzeption wurde auch durch die Abteilung Keramik an der Universität für künstlerische und industrielle Gestaltung Linz mitgestaltet und befördert (v. a. durch die damals dort lehrenden Günter Praschak und Maria Baumgartner).
2003 wurden die Keramikwochen Gmunden durch die die Wiederbelebung des Keramiksymposiums Gmunden künstlerisch verstärkt.

## Bestandteile der Keramikwochen Gmunden

### Töpfermarkt Gmunden
Der Töpfermarkt Gmunden begann 1989 als relativ offene und zunächst regionale Veranstaltung. Er beinhaltet jedoch seit 1992 eine Ausschreibung für Keramiker aus ganz Europa, sich für eine Teilnahme zu bewerben, mit anschließender Auswahl aus den Bewerbungen durch eine Jury. Seit damals werden auch Keramik-Preise für die Teilnehmenden ausgeschrieben und ebenfalls per Jury-Entscheid vergeben. Seit 1994 wird auch jährlich ein besonderes europäisches Gastland bzw. ein internationaler Themenschwerpunkt festgelegt und Keramiker aus diesem Land bzw. mit diesem Schwerpunkt zur Teilnahme eingeladen.

### Kunstprogramm „Akzente“
Bei den Keramikwochen Gmunden wurde und wird der Töpfermarkt von Anfang an durch ein künstlerisches Begleitprogramm (Akzente) ergänzt (auf Initiative der Abteilung Keramik an der Kunstuniversität Linz). Hier werden an verschiedenen Ausstellungs-Standorten und Galerien in und um Gmunden Ausstellungen der Modernen Keramik verschiedener Keramikkünstler veranstaltet, und auch das jeweilige Gastland wird mit wichtigen Vertretern der Keramikkunst in einer dieser Kunstausstellungen besonders präsentiert. Für dieses Begleitprogramm wurden die zentralen Veranstaltungen und Ausstellungen von der Abteilung Keramik an der Kunstuniversität Linz kuratiert und organisiert sowie durch Initiativen einer wachsenden Anzahl von Galerien und Standorten in Gmunden ergänzt.
Durch dieses künstlerische Ausstellungsprogramm der Keramikwochen Gmunden wurde im Laufe der Zeit ein europaweit bemerkenswerter Querschnitt durch das österreichische und internationale keramische Schaffen der Modernen Keramik angeboten (s. den tabellarischen Überblick unten).

### Keramiksymposium Gmunden
2003 wurde das von Kurt Ohnsorg (1963–1969) gegründete Keramiksymposium Gmunden wiederbelebt und findet seither als Künstler-Zusammenkunft in zwei- bis dreijährigem Rhythmus im Zeitraum der Keramikwochen Gmunden statt. Dieser Bestandteil reicht allerdings über die Keramikwochen Gmunden hinaus, da die Ergebnisse als Wanderausstellung in ganz Europa bis zum Termin des jeweils folgenden Symposiums präsentiert werden. Für Details siehe das separate Wikipedia-Lemma Keramiksymposium Gmunden.

### Internationale Dimension
Die Keramikwochen Gmunden sind ein wichtiger Bestandteil der europäischen Keramikszene. Dem wurde auch insofern Rechnung getragen, als sich andere „Keramikstädte“ wie Faenza (Italien), Aubagne (Frankreich), Bunzlau (Polen), Argentona (Spanien) mit Gmunden 2012 zu einem gemeinsamen EU-Projekt ARGINET (ARTISTIC "ARGILLA" (CLAY) ACTIONS FOR a EU CERAMIC NETWORK) zusammenschlossen und sich seither inhaltlich koordinieren und auch ein europaweites Ausstellungs- und Austauschprogramm organisieren.

### Keramik in den Kammerhof-Museen Gmunden
Im sogenannten Kammerhof in Gmunden befinden sich heute das K-Hof Museum und die Kammerhofgalerie, zu deren Schwerpunkten auch verschiedene Aspekte der Keramik gehören.
Bereits 1450 wurde das heutige Kammerhofgebäude als Verwaltungssitz des landesfürstlichen Salzamtes errichtet. 1870 erwarb die Stadtgemeinde Gmunden die Liegenschaft, nachdem auf Erlass von Kaiser Franz Joseph I. im Jahre 1850 das „Salzoberamt“ in Gmunden in die „k.k. Salinen- und Forstdirektion“ umgewandelt wurde und ihren Amtssitz in dem Amtsgebäude am Klosterplatz erhielt. Nach wechselnden Nutzungen des Gebäudes wurden 1949 die neu eingerichteten Schauräume des Gmundner Museums im Kammerhofgebäude eröffnet. 2008 wurde der K-Hof saniert und als Museumshaus (K-Hof Kammerhof Museen Gmunden) wiedereröffnet.
In einer Dauerausstellung „Keramik und Kunst“ werden Objekte aus der Keramik-Werkstatt der Familie Schleiß sowie auch aus den Keramik-Symposien in Gmunden unter der Leitung von Kurt Ohnsorg (1963–1969) ausgestellt. Dazu wird historische Sanitärkeramik im Museumsteil „Klo & So“ gezeigt. In der Kammerhofgalerie im Dachgeschoß des Gebäudes werden wechselnde Kunstausstellungen geboten, wobei während der Zeit der Keramikwochen und des Töpfermarktes Kunstkeramik im Vordergrund steht.

## Töpfermarkt und Ausstellungen 1989–2021 im Überblick
Hier werden Details der Keramikwochen Gmunden von 1989 bis 2020 tabellarisch dargestellt. 
| Jahr     | Töpfermarkt                                                                                     | Töpfermarkt-Preise | Gastland / Schwerpunkte                            | Veranstaltungen „Akzente“ |
| -------- | ----------------------------------------------------------------------------------------------- | --- | -------------------------------------------------- | --- |
| 1: 1989  | 75 nationale Teilnehmer (TN)                                                                    | keine Preise | kein Gastland                                      | a) Hipp-Halle: „BRANDNEU - Präsentation Diplomarbeiten (1988-1989)“ der Abteilung Keramik der Hochschule für Gestaltung Linz bei Günter Praschak; b) VKB-Galerie: Gabriele Hain (A) „Porzellankunst“; c) Villa Toscana: Kurt Ohnsorg (A) „Gedächtnisausstellung“; |
| 2: 1990  | 100 nationale und 7 internationale TN                                                           | keine Preise | „Gastland“ (de facto): Tschechoslowakei            | a) Hipp-Halle: „PRAG-LINZ - Künstler aus Prag und Linz stellen aus“: Maria Baumgartner (A), Günter Praschak (A), Ingrid-Miura-Grininger (A), Lubomír Šilar (CSK), Šerák Václav (CSK), Zdena Fibichová Preclíková (CSK). u. a.; b) Glashaus Esplanade: Anton Raidel, Gabriele Hain, Lilo Schrammel (alle A); c) VKB-Galerie: Barbara Reisinger (A) „Porzellanobjekte“; d) Kongresshaus Toscana: (1) Franz Josef Altenburg (A); (2) dazu: 1. Internationaler Keramikkongress Gmunden zum Thema „Keramik europaweit - Ofenkunst“; |
| 3: 1991  | 100 nationale & 17 internationale TN                                                            | keine Preise | „Gastland“ (de facto):: Land Wien                  | a) Hipp-Halle: Keramik aus Wien; b) Glashaus Esplanade: Anton Raidel (A), Rosemarie Benedikt (A), Peter Weihs (A); c) Kongresshaus Toscana: (1) Stefan Emmelmann (D) „Plastische Arbeiten in Keramik und Papier“; (2) dazu: 2. Internationaler Keramikkongress Gmunden zum Thema „Architekturkeramik“; |
| 4: 1992  | 100 nationale & 30 internat. TN nach Jury-Entscheid                                             | Preis „Schale“: Dorothe Hahn (D), Nora Loschan (A), Regine & Gebhard Radl (A) | "Gastland" (de facto): Land Salzburg               | a) Hipp-Halle: Keramik aus Salzburg - „Objekte, Skulpturen und Gefäße“: Elisabeth Czihak, Franziska Ebner, Marianne Ewaldt, Margarethe Haberl, Julie Hayward, Heinz Husiatynski, Peter Mairinger, Sonja Reisenberger, Barbara Reisinger, Ute Steigerwald-Lehmann, Gerold Tusch, Linde Wächter-Lechner, Ute Wilfing (alle A); b) Kammerhofgalerie: Arno Lehmann (A) „Gedächtnisausstellung“; c) VKB-Galerie: Friederike & Leopold Immervoll (A) „Ton-Weg-Form, Steinzeug und Raku“; d) Kongresshaus Toscana: 3. Internationaler Keramikkongress: Arno Lehmann (A) und die Keramik im Osten Deutschlands; |
| 5: 1993  | 100 nationale & 30 internat. TN nach Jury-Entscheid                                             | Preis „Kanne“: Regine & Gebhard Radl (A), Peter Fröhlich (A), Sonja Reisenberger (A), Wolfgang Födinger (A), Niek Hoogland (NL)                                                                                       | kein Gastland                                      | a) Hipp-Halle: Tanja Estermann (A), Elisabeth Limmer (D), Ingrid Smolle (A), Veronika Thurin (ITA) „Neue Formen“; b) Kammerhofgalerie: Günter Praschak (A) „Keramik aus mehreren Jahrzehnten“; c) VKB-Galerie: Ingrid Miura-Grininger (A) „Gefäßkeramik“; d) Glashaus Esplanade: Anton Raidel (A), Peter Weihs (A), Franz Josef Altenburg (A) „Neue Keramik - Innovationen“; |
| 6: 1994  | 115 nationale & internat. TN nach Jury-Entscheid; 15 eingeladene TN Gastland Ungarn             | Preis „Dose“: Roland Summer (A), Eva Mayer (A), Guul Jacobs (NL), Elisabeth Schiestl-Wieser (A) | Gastland: Ungarn                                   | a) Hipp-Halle: Ungarische Volkskunst mit Schwerpunkt Keramik; b) Kammerhofgalerie: Keramikgruppe TERRA (Gastland Ungarn): Ilona Benkö, Lásziló Fekete, Zsuzsa Füzesi, Mária Geszler, Lásziló Horváth, György Kungl, Ilona Lammel, Sándor Molnár, Ákos Tamás, Imre Schrammel (alle HUN); c) VKB-Galerie: Miklós Verres (HUN) „Keramik“; d) Glashaus Esplanade: Anton Raidel (A), Marianne Ewaldt (A), Barbara Reisinger (A) „Keramik - Innovationen“; e) Galerie Spitzbart (Vorchdorf und Gmunden): Franz Josef Altenburg (A) „Neue Keramik - Innovationen 2“; |
| 7: 1995  | 115 nationale & internat. TN nach Jury-Entscheid; 15 eingeladene TN Gastland England            | Preis „Vase“: John Wheeldon (GB), Sonja Reisenberger (A), Roland Summer (A), Eva Mayer (A); Preis „Schönster Stand“: Thomas Bohle (A)                                                                                 | Gastland: England                                  | a) Hipp-Halle: Elmar Trenkwalder (A) „Keramik - Skulpturen und Malerei“; b) Kammerhofmuseum (Galerie): Gruppenausstellung Gastland England: Chris Speyer, Peter Beard, Jack Doherty, Richard Dewar, Howard Ashley, Caroline Whyman, John Wheeldon; c) Schloss Ort: „Keramik - Neue Positionen“ (Wanderausstellung der Nö-Art): Maria Baumgartner (A), Rosemarie Benedikt (A), Maria Burger (A), Margit Denz (A), Gundi Dietz (A), Martina Funder (A), Peter Gangl (A), Gabriele Hain (A), Oswald Oberhuber (A), Judith Rataitz (A), Barbara Reisinger (A), Lilo Schrammel (A), Martina Schwarz (A), Ingrid Smolle (A), Thomas Stimm (A), Matteo Thun (A), Lisa Waltl (A), Peter Weihs (A), Martina Zwölfer (A); d) VKB-Galerie: Regina Heinz (A) „Soft Clay“; e) Glashaus Esplanade: Anton Raidel (A) & Renate Jindra (A); e) Galerie Spitzbart (Vorchdorf und Gmunden): Kiki Kogelnik (A) „Keramikköpfe“; |
| 8: 1996  | 115 nationale & internat. TN nach Jury-Entscheid; 15 eingeladene TN Gastland Belgien            | Preis „Tea for Two“: Peter Leidl (A), Martin Kunze (A), Eva Mayer (A); Preis "Schönster Stand": Werner Ertl (A) | Gastland: Belgien                                  | a) Hipp-Halle: Keramik - Körper & Volumen: Franz Josef Altenburg (A), Martina Funder (A), Monika Migl-Frühling (A), Julie Hayward (USA), Günter Praschak (A), Anton Raidel (A), Kurt Spurey (A), Elmar Trenkwalder (A), Gerhild Tschacher-Nagy (A), Gerold Tusch (A), Susanne Zemrosser (A); b) Kammerhofgalerie: Gruppenausstellung „Zeitgenössische Keramik aus Belgien“: Mieke Everaet, Vincent Kempenaers, Vincent Beaque, Rudie Delanghe, Tjok Dessauvage, Petty Wouters, Anima Roos, Thérèse Lebrun, Mieke Selleslagh, Patrick Jadot (alle BEL); c) Galerie Pepöckhaus: „Platzteller“, präsentiert von der Künstlergilde Salzkammergut; d) VKB (Galerie Lebensstil): Monique Muyleart, Herman Muys: „Keramische Plastiken aus Belgien“; e) Glashaus Esplanade: Anton Raidel (A), Eva Werdenich-Maranda (A), Peter Weihs (A); f) Galerie Pimminger: Jeanne Oppengaffen (BEL), Émile Desmedt (BEL); g) Galerie Spitzbart (Vorchdorf und Gmunden): Siegfried Anzinger (A) „Tonskulpturen“; |
| 9: 1997  | 110 nationale & internat. TN nach Jury-Entscheid; 20 eingeladene TN Gastland Deutschland        | Preis „Kugel“: Gertraud Moser (A), Rolf Fässler (CH), Roland Summer (A); Preis "Schönster Stand": Martin Kunze (A) | Gastland: Deutschland                              | a) Hipp-Halle: Stefan Emmelmann (D) „Fließende Welt der Elemente“: Zeichnungen, Malerei, computerbearbeitete Fotografien; b) Kammerhofgalerie: Keramikgruppe Höhr-Grenzhausen: Susanne Altzweig (D), Monika Debus (D), Martin Georg (D), Emil Heger (D), Andreas Hinder (D), Barbara Kaas (D), Fritz Roßmann (D), u. a.; c) Salzfertigerhaus: „Schüsseln“, präsentiert von der Künstlergilde Salzkammergut; d) VKB-Galerie: Johann Rainer (A) „Keramik und Installation“; e) Galerie Pimminger: Lisa Waltl (A); f) Glashaus Esplanade: Anton Raidel (A) & Veronika Gräbner (A) „Keramik und Plastik“; g) Galerie Spitzbart (Vorchdorf und Gmunden): Anna Stangl (A) „Tonskulpturen“; h) Galerie Lebensstil: Anna Pieringer (A) „Im Zentrum die Keramik“; |
| 10: 1998 | 110 nationale & internat. TN nach Jury-Entscheid; 20 eingeladene TN Gastland Frankreich         | Preis „Objekt nach Wahl, verpackt in einer Segerkegel-Schachtel“: Oswald Scherbaum (A), Schernthaler Keramik (A), Michaela Hochhold (A); Preis „Schönster Stand“: Martin Kunze (A)                                    | Gastland: Frankreich                               | a) Kammerhof-Galerie: Franz Josef Altenburg (A) „Gerüste und Konsolen“; b) Schloss Ort: Gruppenausstellung Gastland Frankreich: Cathy & Pascal Castagne, Annie D’Orefice, Maryline & Jean-René Marrec, Louise & Michel Gardelle, Jean-Claude Signoret, Jean-Jacques Dubernard, Nathalie Pouzet, Seung-Ho Yang, Herve Rousseau, Suzanne Daigeler, Svein Hjorth-Jensen, Sylvie Piaud (alle FRA); c) VKB-Galerie: Eva Roucka & Philippe Dansette (beide FRA); d) Salzfertigerhaus: Segerkegel-Schachtel als Kunstobjekt, Keramikpreis 10. Töpfermarkt, präsentiert von der Künstlergilde Salzkammergut; |
| 11: 1999 | 120 nationale & internat. TN nach Jury-Entscheid; 10 eingeladene TN Gastland Litauen            | Preis „Blumensteckschale“: Christina Kunze (A), Peter Fröhlich (A), Jonas Arcikauskas (LIT) | Gastland: Litauen                                  | a) Kammerhofgalerie: Martina Funder „Bestandsaufnahme“; b) Schloss Ort (Wappensaal): Gruppenausstellung Gastland Litauen: Romualdas Aleliūnas, Vilija Balčiūnienè, Osvaldas Balčiūnas, Nora Blaževičiūtė, Eugenijus Čibinskas, Nerutė Čiukšsienė, Dalia Gentvainytė-Arčikauskienė, Česlovas Gudžius, Jūratė Gudžiuvienė, Audrius Janušonis, Hilbertas Jatkevičius, Juozas Lebednykas, Egidijus Radvenskas, Aldona Skudraitė (alle LIT); c) VKB-Galerie: Charlotte Wiesmann (D) & Michaela Hochhold (A) „keramische Plastiken“; d) Salzfertigerhaus: Franziska Ablinger (A) „Skulpturen aus Terracotta 1975-1985“; |
| 12: 2000 | 115 nationale & internat. TN nach Jury-Entscheid; 15 eingeladene TN Gastland Dänemark           | Preis „Übertopf“: Christine Walzer (A), Richard Dewar (GB), Ole Kronegaard (DK) | Gastland: Dänemark                                 | a) Kammerhofgalerie: Maria Baumgartner: keramische Objekte und Skulpturen; b) Schloss Ort: Gruppenausstellung Gastland Dänemark: Lene Dahl, Claus Domaine Hansen, Bente Formann, Ole Krongaard, Ann Linnemann, Liller Meyer-Helm, Karin Michelsen, Priscilla Mouritzen, Marie Wiktor Moller (alle DEN); c) VKB-Galerie: Elisabeth Czihak, Martin Kunze (beide A) „Antworten“; d) Galerie im Stadtbadkeller: Hanne Bertels, Niels Huang (beide DEN); e) Salzfertigerhaus: Anne Hubinger (A) "Keine Blüten ohne Stiele - Vasen und andere Dinge"; |
| 13: 2001 | 110 nationale & internat. TN nach Jury-Entscheid; 20 eingeladene TN Gastland Spanien            | Preis „Gartenplastik“: Nezika-Agnes Novak (A), Vilija Balciuniene (LIT), Jacobs Guul & Fransje van Keulen (NED); „Publikumspreis“: Melanie Bartholome (A) Sonderpreis „Teilnehmende Frauen“: Alexandra Reithmeier (A) | Gastland Spanien                                   | a) Hipp-Halle: Salzburger Keramikpreis 2001: Keramik-Gefäß-Skulptur-Objekt; b) Kammerhofgalerie: Lilo Schrammel: Material-Form-Raum; c) Schloss Ort: Gruppenausstellung Gastland Spanien: Fernando Malo, Joaquin Vidal, Javier Ramos, Rafa Perez, Alberto Hernandez, Lidia Serra, Emili Biarnes, Llorenç Pla, Soler Planes, Marcet-Vila A., Elena Montaňès, Carlets, Suo-May, Carmen Ballarin; d) Galerie im Stadtbadkeller: Alberto Hèrnandez, Rafe Pérez „Calets aus Spanien“; e) VKB-Galerie: Sabine Fiala (Schweiz): Objekte auf und aus 1 1/2; f) Salzfertigerhaus: Edith Plattner - Formationen; g) Galerie 422: Franz Josef Altenburg, Anton Raidel, Xenia Hauser: Keramik; h) Galerie 10er-Haus: Lebende Werkstatt; |
| 14: 2002 | 110 nationale & internat. TN nach Jury-Entscheid; 20 eingeladene TN Gastland Italien            | Preis „Gmundner Souvenir“: Ingrid Stanzer (A), Anne Hubinger (A), Hedwig Rotter (A); Gerlinde Leidl (A); „Publikumspreis“: Gerlinde Kail (A)                                                                          | Gastland: Italien                                  | a) Kammerhofgalerie: Barbara Reisinger: Kommunizierende Objekte; b) Schloss Ort: Gruppenausstellung Gastland Italien: Daniela Chinellato, Giovanni Cimatti, Umberto Corsucci, Paolo Frascati, Mariano Fuga, Ingrid Mair-Zischg, Birgit Neumann, Giancarlo Montuschi, Renata Petti, Giuliana Poggi, Elfi Sommavilla, Sabina Vallazza; c) VKB-Galerie: Doris Winkler: Rauminstallation mit Keramik; d) Salzfertigerhaus: Elisabeth Kampits: "Leuchtkörper - Porzellan"; e) Galerie 10er-Haus: Andrea Müller und Suzana Korisitka: Ton und Stile; |
| 15: 2003 | 100 nationale & internat. TN nach Jury-Entscheid; 30 eingeladene TN aus vergangenen Gastländern | Preis „Fünfzehn“: Otakar Sliva (A), Thomas Berktold (A); Zsofia Karsei (HUN); „Publikumspreis“ Gerlinde Kail (A) | Rückblick Gastländer 1993–2003                     | a) Kammerhofgalerie: Alles Keramik: Neue Arbeiten - Eine Wanderausstellung der NöArt: Maria Baumgartner, Rosemarie Benedikt, Thomas Bohle, Elisabeth Czihak, Canan Dagdelen, Margit Denz, Gundi Dietz, Tanja Estermann, Wilfried Gerstel, Bettina Grill, Gabriele Hain, Renate Hattinger, Anne Hubinger, Elisabeth Kampits, Martin Kunze, Petra Lutnyk, Young Hee Park, Martina Pleschko, Barbara Reisinger, Irmgard Schaumberger, Ingrid Smolle, Roland Summer, Gerold Tusch, Lisa Waltl, Christina Wiese, Charlotte Wiesmann, Doris Maria Winkler, Eveline Zadek; b) Schloss Ort: Gruppenausstellung - Rückblick Gastländer: Hans & Brigitte Börjeson, Monique Bruls, Nerutė Čiukšsienė, Pedro del Rio, Bruno Gambone, Horst Göbbels, Ulrike Hagemeier, Karin Hausner, Zsofia Karsai, Toni Laverick, Katrin Otolski, Christine Pedley, Ludo Thys; c) Galerie 10er-Haus: Slivar Otokar, Barbora Silov, Astrid Sänger: Figuren; d) Seehotel Schwan: Kochen und Backen mit Keramik - Töpferkunst früher und heute; e) Salzfertigerhaus: Renate Gellner-Bächer: Blumentiere und andere Wesen: |
| 16: 2004 | 110 nationale & internat. TN nach Jury-Entscheid; 20 eingeladene TN Gastland Schweiz            | Preis „Arche Noah“: Ulla Weber (A), Thomas Berktold (A), Ferenc Halmos (H); „Publikumspreis“: Martina Leitner (A) | Gastland: Schweiz                                  | a) Seeschloss Ort (Raum Palas): Gruppenausstellung Gastland Schweiz: Angela Burkhardt-Guallini, Claudia Geiser, Rebecca Mäder, Andréas Steinemann, Sibylle Meier, Wilfried Meichtry, u. a.; b) Schloss Ort (Innenhof): Christine Sailer; c) Kammerhofgalerie: Anton Raidel „Keramik - Sammlung der Stadt Gmunden“; d) Galerie 10er-Haus: Tatjana Wagner; e) Salzfertigerhaus: Ingrid Schatzl - Vasenobjekte; f) Volkskundemuseum: (1) Alte Keramiken & alte Gmundner Fayencen aus der Keramiksammlung des Stadtmuseums (eine Auswahl aus der Ing. Peter Schleiß Stiftung); (2) Exponate von den internationalen Keramik-Symposien (1964–69); Pepöckhaus (Traungasse); g) Galerie Schloss Weyer: Mythen, Märchen und wahre Geschichten über das weiße Gold; h) Sparkasse OÖ, Zweigstelle Gmunden (Foyer): Ausstellung der Töpfermarktpreise 1993–2003; i) Kongresshaus Toscana: Sonderpostamt und Briefmarkenausstellung, Philatelie und Keramik; |
| 17: 2005 | 130 nationale & internat. TN nach Jury-Entscheid                                                | Preis „Figur“: Pia Knappkötter (D), Pedro Del Rio (Spanien), Rafael Saifulin (FIN); „Publikumspreis“: Gerlinde Kail (A);                                                                                              | Themenschwerpunkt: Gefäße                          | a) Kammerhofgalerie: Margarete Geffke "disconnection"; b) Schloss Ort (Palas): Gruppenausstellung Gäste 2005: Lydia Braune (Deutschland), Eddie Curtis (England), Ute Grossmann (Deutschland), Eva Haudum (Frankreich), Wim Hos (Holland), Martin Mindermann (Deutschland), Angela Munz (Deutschland), Charlotte Poulsen (Frankreich), Edita Pydhag (Schweden), Rafael Saifulin (Finnland), Ulrich Witzmann (Deutschland); c) VKB-Galerie: Charlotte Wiesmann - Thomas Steiner "Floating"; d) Salzfertigerhaus: Margit Feyerer-Fleischanderl "Meine Damen und Herren"; e) Galerie 10er-Haus: Rosemarie Rockenschaub Gedächtnisausstellung; f) Schloss Ort (Innenhof): Eva Roucka "Patats"; |
| 18: 2006 | 130 nationale & internat. TN nach Jury-Entscheid                                                | Preis „Hausnummernschild“: Peter Van Veen (NL), Ute Großmann (D), Pedro del Rio (E); „Publikumspreis“: Markus Klausmann (D)                                                                                           | Themenschwerpunkt: Kristallglasuren                | a) Galerie im Stadtbadkeller: Absolventen der Hochschule für Keramikgestaltung Höhr-Grenzhausen "Exponate 2006": Marlen Schulz, Carolin Kahle, Birke Gelhard, Stefanie Schneider, Tine Dottke, Reinaldo Arias; b) VKB-Galerie: Naschwerk: "Konfekt", keramische Objekte von Ingrid Stanzer; "SweetArt", Süßigkeiten von Konditormeister Gerhart Hinterwirth; c) Landschloss Ort (Johann Ort Allee): Tanja Estermann: "couples and more"; d) Schloss Ort (Wappensaal): Gruppenausstellung Gäste 2006, "Kristallglasuren": Richard Bideau (England), Edmund Deinböck (Schweiz), Alain Fichot (Frankreich), Peter Fröhlich (Österreich), Ferenc Halmos (Ungarn), Peter Ilsley (England), Horst Nagl (Deutschland), Hein Severijns (Holland), John Stroomer (Australien), Frank Theunissen (Frankreich), Willy van Bussel (Holland); e) Salzfertigerhaus: Künstlergilde Salzkammergut - Ulli Zerzer und Daniela Oberlehner "Wagnis Ton - im Fluss der Zeit"; f) Kammerhofgalerie: Hein Severijns: Bezaubernde Kristalle - 50 Jahre Keramiker; |
| 19: 2007 | 130 nationale & internat. TN nach Jury-Entscheid                                                | Preis „Teller“: Martin Möhwald (D), Markus Klausmann (D), Fritz Rossmann (D); „Publikumspreis“: Halmos Ferenc (H) | Gäste: Absolventen Europäischer Keramikfachschulen | a) Schloss Ort (Saal Palas): Gäste 2007: Tanja Fuchs (HTBLVA Graz-Ortweinschule, Fachabteilung Keramik), Carmen Wonner (HTBLVA Graz-Ortweinschule, Fachabteilung Keramik), Bela Kadnar (Keramikfachschule Stoob, Burgenland), Julia Leitner (Keramikfachschule Stoob, Burgenland), Christine Dottke (Fachschule für Keramikgestaltung Höhr-Grenzhausen, Deutschland), Susanne Bartram (Fachschule für Keramikgestaltung Höhr-Grenzhausen, Deutschland), Annemie Heylen (Kunstakademie De Lei, Leuven, Belgien), Irene Goethuys (Kunstakademie De Lei, Leuven, Belgien), Rita Spaan-Klauss (Keramikfachschule Gauda, Holland), Marieke van Katwijk (Keramikfachschule Gauda, Holland); b) VKB-Galerie: Gertraude Stöger "Raum nehmen"; c) Salzfertigerhaus: Gerda Schoissengeier "sinnerfrischen"; |
| 20: 2008 | 130 nationale & internat. TN nach Jury-Entscheid                                                | Preis „Gartenzwerg“: Thomas König (D), Carmen Gorriz (E), Heike Rabe (NL); „Publikumspreis“: Thomas Berktold (A) | Gäste: Partnerstadt Faenza                         | a) Kammerhofmuseen: (1) Gmunden im 20. Jahrhundert: Zeitgeschichte, Moderne Keramik (im Rahmen der oö. Landesausstellung 2008), (2) Gruppenausstellung Gäste 2008 - Faenza: Carlini Lidia, Ceramiche Boschi, Drossaki Angeliki, Gamberini Glauco, Lega Carla, Mengolini Maurizio, Pezzi Mario, Ricciardelli Liliana, Vassura Susanna, Zoli Carlo; (3) Kunstuniversität Linz: Ausstellung "kopieren und einfügen"; b) VKB-Galerie: Kunstuniversität Linz: Ausstellung "kopieren und einfügen"; c) Galerie im Stadtbadkeller: Absolventen der Fachschule für Keramikgestaltung Höhr-Grenzhausen (Deutschland) "Exponate 2008": Katrin Böning, Jessica Henkel, Manuela Lehmann, Matthias Menk, Elisabeth Minichbauer, Kirsten Packert, Nelly Thiessen, Berthold-Josef Zvaczki; d) Salzfertigerhaus: Kristiane Petersmann "In Kafigen und Volieren"; g) "Der Weg zur Keramik", open air, Esplanade (im Rahmen der oö. Landesausstellung 2008); Galerie ARThaus4 in der Hipp-Halle: Joanna Teper (POL) |
| 21: 2009 | 120 nationale & internat. TN nach Jury-Entscheid; 10 eingeladene TN Gastland Schweden           | Preis „Fisch“: Inge Södergren (S), Karin Jaxelius (S), Martin Möhwald (D) „Publikumspreis“: Gerlinde Kail (A) | Gastland Schweden                                  | a) VKB-Galerie: Paul Jaeg, Friedrike und Leopold Immervoll „Reflexionen über Figur und Gegenstand“; b) Schloss Ort (Wappensaal): Gruppenausstellung Gastland Schweden: Christina Brattsand Carlsson, Maria Cotellessa, Anne-Sophie Enberg, Karolina Eriksson, Karin Jaxelius, Veronica Larsson, Mia Schnitzler, Inger Södergren, Dan Leonette; c) Salzfertigerhaus: Chiho Aono (Japan); d) Kammerhof-Museen: (1) Carlo Zoli (ITA) "Mythos und Legende" (Foyer); (2) Thomas Bohle (Galerie); e) Galerie 10er-Haus: Arbeiten von Schülern & Absolventen der HTBLVA Graz-Ortweinschule (Keramikgestaltung); f) Kreuzgang und Garten des ehemaligen Kapuzinerklosters: Ucki Kossdorff (A) und Doriano Mingozzi (ITA) "Quattro Mani" |
| 22. 2010 | 120 nationale & internat. TN nach Jury-Entscheid; 10 eingeladene TN Gastland Russland           | Preis „Schwarz-Weiß“: Anima Roos (BEL), Gerda Jaritz (A), Bibi Kriek (BEL); „Publikumspreis“: Gerlinde Kail (A) | Gastland Russland                                  | a) Schloss Ort (Wappensaal): Gruppenausstellung Gastland Russland: Svetlana Berioza, Valentina Cheprasova, Wladimir Holschagin, Tatjana Loschinina, Sergej Nikulin, Michail Sobolev, Roman Nesterenko, Elena & Igor Tawolzanskie, Elena & Aleksandr Sysoev, Irada Stolbova; b) Salzfertigerhaus: Alina Sauter "Disturbing Reality"; c) Kammerhof-Museen: (1) (Vorhof) Goffredo Gaeta "Reflexe auf Majolika"; (2) (Galerie) Ausstellung zum 12. Westerwaldpreis "Keramik Europas"; (3) (Raum für zeitgenössische Keramik) "Salzburger Keramikpreis 2010": Charlotte Wiesmann, Margit Denz, Kurt Spurey, und Arbeiten von Eren Akinola, Tanja Fuchs, Martina Funder, Isabella Primos, Johann R. Rainer, Eszter Rupp, Barbara Schmid, Doris Schmidlechner, Sibel Sermet, Silvia Siegl, Ingrid Stanzer, Lisa Waltl; d) Schmuckatelier Alexandra Altenstrasser: Keramikschmuck-Kreationen; e) Galerie Schloss Weyer: Mythos Meissen: Europas erstes Porzellan; |
| 23. 2011 | 120 nationale & internat. TN nach Jury-Entscheid, 10 TN aus dem Gastland Burgund                | Preis „Tierisch“: Angela Munz (D), Andreas Hinder (D), Harm Van der Zeeuw (NL); „Publikumspreis“: Melanie Bartholme (A)                                                                                               | Gastland: Frankreich (Burgund)                     | a) VKB.Galerie: Elke Punkt-Fleisch "Frühling" (Esoterisch Fliegendes und nachdenklich Putzendes in Ton); b) Schloss Ort (Wappensaal): Gruppenausstellung Gastland Burgund: Jean-Claude Canonne, Michel Cohen, Jean-Michel Dois, Christian Faillat, Alain Fichot, Jean Marie Fourbert, Francois Fresnais, Bigot Rozenn, Dauphine Scalbert, Michel Téqui; c) Salzfertigerhaus: "Exponate 2011" - Abschlussarbeiten der Fachschule für Keramikgestaltung Höhr-Grenzhausen (Deutschland): Lina Danklefsen (D); d) Kammerhof-Museen: (1) (Raum für Zeitgenössische Keramik): Roland Summer - Keramik; (2) (Galerie); Eva Haudum (Frankreich) - Porzellan; |
| 24. 2012 | 115 nationale & internat. TN nach Jury-Entscheid, 15 eingeladene TN Gastland Tschechien         | Preis „Coffee to go“; Andrea Baumann (A), Vladimir Groh (CZ), Gellner-Becher (A); „Publikumspreis“: Michaela Hösch (A)                                                                                                | Gastland Tschechien                                | a) VKB-Galerie: Daniel Wetzelberger (A) "Knochenarbeit"; b) Schloss Ort (Saal Palas): Gruppenausstellung Gastland Tschechien: Karel Frantel, Vladimir Groh & Nishida Yasuyo, Sárka & Libor Hanzálek, Jaroslav Homola, Jan Jansky, Nicola & Daniel Seko, Prokop Veselý (alle CZ); c) Salzfertigerhaus: Theresa Böck (A) "Keramik"; d) Kammerhof Museen: (1) (Raum für Zeitgenössische Keramik): Ceramiche Baldelli (ITA); (2) (Galerie): Uwe Löllmann (D) "Erde und Feuer"; e) Salzfertigerhaus: (1) "Mascha" (Maria) Kosareva (RUS) & Martin Kunze (A) "Figuren und Brocken"; (2) Theresa Böck (A) "beleuchtet"; |
| 25. 2013 | 130 nationale & internat. TN nach Jury-Entscheid                                                | Preis „25. Jahre Österreichischer Töpfermarkt“: Heike Rabe (NL), Angelika Gross (A), Jörg Treiber (D); „Publikumspreis“: Andreas Hinder (D)                                                                           | Auswahl aus 25 Jahren                              | a) Kammerhof-Museen: (1) (Galerie): Martin McWilliam (GB) „objects“; (2) (Foyer) Töpfermarkt-Preisträger 1992 bis 2012; (3) (Museum): „Gmundner Keramik, Fayencen, Schleiß-Werkstätte und Gmundner Keramik-Manufaktur“; b) VKB-Galerie: ; c) Schloss Ort (Saal Palas): Gruppenausstellung der „25 Jahre Töpfermarkt“; d) Salzfertigerhaus: Tomoyo Yoshida (JAP) und Norbert Ellinger (A) „Beyond - Different Dreams in different Languages“; e) Galerie ARThaus4 in der Hipp-Halle: Juliane Leitner (A) & Alina Sauter (A) „Gone Fishing“; f) RaumSchauEck: Franz Josef Altenburg; |
| 26. 2014 | 120 nationale & internat. TN nach Jury-Entscheid, 10 eingeladene TN Gastland Polen              | Preis „Schwanenkuss“: Veronika Lucinska (P), Raul Pereda (E), Claudia Henkel (D); „Publikumspreis“: Werner Ertl (A)                                                                                                   | Gastland: Polen                                    | a) Schloss Ort (Saal Palas): Gruppenausstellung Gastland Polen: Mateusz Grobleny, Weronika Lucinska, Janina Myronova, Stanisław Konieczny, Janiny Karczewskiej; b) Kammerhof-Museen: (1) Karin Bablok (D) „Porzellanunikate“; (2) Arbeiten des Internationalen Keramiksymposiums Innsbruck; c) VKB-Galerie: (1) Junge Keramikkünstler der Kunstuniversität Linz „Spiel des Lebens“: Lynne Hobaica (USA), Josko Pekovic (CRO), Jianan Qu (CHN), Karla Woisetschläger (A); d) Salzfertigerhaus: Maria Bichler (A) und Katharina Brandl (A) „Bruch“; |
| 27. 2015 | 115 nationale & internat. TN nach Jury-Entscheid; 15 eingeladene TN Gastland Slowenien          | Preis „Etagère“: Renate Gellner-Bacher (A), Fank Schillo (D), Anne Wolf (A); „Publikumspreis“: Andrea Baumann (A) | Gastland: Slowenien                                | a) Salzfertigerhaus: Ausstellung des Kunstforums Salzkammergut; b) VKB-Galerie: Ausstellung von Studierenden der Kunstuniversität Linz, Abteilung Plastische Konzeption / Keramik; c) Schloss Ort (Raum Palas): Gruppenausstellung der Gäste 2015 Slowenien: Ana Habermann, Ines Kovacic, Karel & Marta Pavlic, Barbara Podlesnic, Lucka Sicarov, Anja Slapnicar, Katja Spiler, Nika Stupnica, Loncarstovo Jasmina Verbic, Vesna Vidrich, Dani Zbontar; d) Kammerhof-Museen (1) (Galerie): Keramik Europas - Westerwaldpreis; (2) (Raum für zeitgenöss. Keramik): Exponate 2015 - Arbeiten der Absolventinnen und Absolventen der Fachschule für Keramik, Höhr-Grenzhausen; e) Atelier am Markt: „Restauration trifft Keramik“: Renate Obermayr-Aigner (A), Ingrid Kramesberger (A), Renate Gellner (A), Birgit Kohlhofer-Pieber (A); g) Galerie Kunstforum Salzkammergut: Helene Benedikt; h) RaumSchauEck: Veronika Gräbner: „1 von 100“; f) Galerie 10er-Haus: Ilse König; g) Galerie Schloss Weyer: Zerbrechliche Kunstwerke aus 4 Jahrhunderten: „Der Sammler Peter Strang“. |
| 28. 2016 | 115 nationale & internat. TN nach Jury-Entscheid; 15 eingeladene TN Gastland Südkorea           | Preis „Gesicht / Face“: Job Heykamp (NED), Jörg Treiber (GER), Beatrix Sturm-Kerstan (GER); Publikumspreis: Ines und Christoph Hasenberg (GER)                                                                        | Gastland: Südkorea                                 | a) Salzfertigerhaus: Ausstellung des Kunstforums Salzkammergut: „Story Teller (Geschichtenerzähler)“; b) VKB-Galerie: Material - Lösung: Elisabeth Eiter, Sophie Danzer, Simone Einfalt, Daniel Stimmeder, Meduza Schmiedleitner (alle A; Neue Arbeiten aus der Abteilung „Plastische Konzeptionen / Keramik“ der Kunstuniversität Linz); c) Schloss Ort (Raum Palas): Gruppenausstellung der Gäste 2016 Korea: Li Hye Ran, Li Jee A, Mo Sun Young,,Jun Bo Sul, Ji Yeon Hee, Hong Sung Won, Li Tae Hee, Cho Seok Hyun, Choi Dae Kyu, Yun Jai Suk, Yun Ji Yong, Yun Ju Cheol, Seo Seok Man, Park In Suk (alle KOR); d) Kammerhof-Museen, (1) (Galerie): Christine Möhring (A) - Behausungen; (2) (Raum für zeitgenöss. Keramik): Helene Kirchmayr - Passionsfrüchte; e) KUNST:RAUM:Gmunden: Juliane Leitner (A) - Variationen; f) Galerie 10er-Haus: Christine Stangl (A) „Time for 2“; g) Atelier am Markt: Keramik und Schmuck: Selmar Etareri, Doro Blanchke (beide A). |
| 29. 2017 | 115 nationale & internat. TN nach Jury-Entscheid; 15 eingeladene TN Gastland Finnland           | Preis „Schachtel / Box“: Renate Gellner (AUT), Fritz Rossmann (GER), Nika Stupica (SLO); Publikumspreis: Gerlinde Kail (GER)                                                                                          | Gastland: Finnland                                 | a) Salzfertigerhaus: Ausstellung des Kunstforums Salzkammergut: Ingo Kreuzer (A): „Figürliche Plastik“; b) VKB-Galerie: „Baugründe“: Rainer Grilberger, Faye Hadfield, Yuti Kainz, Severin Pfaud, Elke Punkt Fleisch, Gerda Schoissengeier-Naderer, Mathias Tremmel (alle A; Ausstellung von aktiven und ehemaligen Studierenden der Kunstuniversität Linz, Abteilung Plastische Konzeption / Keramik); c) Schloss Ort (Raum Palas): Gruppenausstellung der Gäste 2017 Finnland: Pirjo Eronen; Maila Klemettinen, Soile Paasonen, Heidi Puumalainen, Paula Ruuttunen, Outi Sarikoski (alle FIN); d) Kammerhof-Museen (Galerie): „Porzellanrflektionen“, Internationale Porzellanausstellung von Porzellankünstlern (z. B. Gabriele Hain (A), Karin Bablok, Paula Bastiaansen, Piet Stockamns (alle BE), u. a.), und Studenten belgischer Kunsthochschulen (Kuratorin: Patty Wouters); e) KUNST:RAUM:Gmunden und Galerie Tacheles: Outi Sarikoski (FIN), Szilvia Ortlieb (HUN), Heide Nonnenmacher (D), Ucki Kossdorf (A): Ergebnisse des Symposiums „Europe Now“; f) Galerie 10er-Haus: Edeltrude Arleitner (A): „Gambling Lady“; g) Atelier am Markt: Renata Gellner (A): Etagéren aus Vintageporzellan. |
| 30. 2018 | 102 nationale & internat. TN nach Jury-Entscheid; 6 eingeladene TN Gastland Japan               | Preis „Ikebana-Gefäß“: Terry Davies (ITA), Inaba Chichako (JPN), Johannes Rauer (GER); Publikumspreis: Heike Rabe (NL)                                                                                                | Gastland: Japan                                    | a) Salzfertigerhaus: Ausstellung des Kunstforums Salzkammergut: Siegfried Holzbauer (A): "Scherbenhaufen"; b) VKB-Galerie: Yara Lettenbichler: "Wann endet die Unendlichkeit?": c) Schloss Ort (Raum Palas): Gruppenausstellung der Gäste 2018 Japan: Fukahori Tomoko, Hoshino Gen, Inaba Chikako, Iwami Shinsuke, Mami Kato, Terada Teppei; d) K-Hof, Kammerhof Museen (Galerie): Sonderausstellung 30 Jahre Österreichischer Töpfermarkt; e) K-Hof, Kammerhof Museen (Bürgerspitalskirche St. Jakob): Anton-Raidel-Sammlung. Sonderausstellung anlässlich des 75. Geburtstages des Künstlers; f) Hipp Halle Gmunden: Gabriele Gruber-Gisler "Innenseele"; g) Galerie Tacheles, Gmunden: Christa Rinnerberger "Josefine taucht auf (Tonskulpturen)"; h) Galerie 10er Haus, Gmunden: Magdalena Knoior. |
| 31. 2019 | 104 nationale & internat. TN nach Jury-Entscheid; 6 eingeladene TN Gastland Niederlande         | Preis "Gartenkeramik": Renate Gellner (AUT), Terry Davies (ITA), Vilja Balciunai (LIT); Publikumspreis: Sarka Hanzalkova (CZE)                                                                                        | Gastland: Niederlande                              | a) Galerie 422, Gmunden: Christian Ludwig Attersee: Keramik-Edition "Wasser-Reigen"; b) VKB-Galerie: Julia Weinknecht, Charlotte Wiesmann: "Ist das eh Bio?"; c) Schloss Ort (Raum Palas): Gruppenausstellung der Gäste 2019 Niederlande: Cock Jopp, Derwort Anke, Entjes Wanda, Halink Liselore, Hoeboer Pauline, Vink Ans; d) K-Hof, Kammerhof Museen (Galerie): Keramikgruppe Grenzhausen: Susanne Altzweig, Monika Debus, Martin Goerg, Fritz Rossmann; e) Atelier am Markt, Gmunden: Renate Gellner, Kristiane Petersmann: "Im Sommer"; f) Galerie 10er Haus, Gmunden: Edeltrude M. Arleitner: "Universe". |
| 32. 2020 | 130 nationale & internat. TN nach Jury-Entscheid; kein Gastland                                 | Preis "Vogeltränke": Melanie Bartholme (AUT), Armin Skirde (D), Thomas Berktold (AUT); Publikumspreis: Publikumspreis: Gerlinde Kail (AUT)                                                                            | kein Gastland                                      | corona-bedingt kein Ausstellungsprogramm. |
| 33. 2021 | 106 nationale & internat. TN nach Jury-Entscheid; kein Gastland                                 | Preis "Gartenstele": ?; Publikumspreis: ? | kein Gastland                                      | a) K-Hof, Kammerhof Museen (Galerie): Kurt Spurey "Arbeiten 1978 - 2018"; b) Bürgerspitalkirche: Ernst Spießberger "Fische". |